# Karriella walpolensis
Karriella walpolensis là một loài nhện trong họ Stiphidiidae.
Loài này thuộc chi Karriella. Karriella walpolensis được M.R. Gray & H. M. Smith miêu tả năm 2008.